# カーシー・ヴィシュヴァナート寺院
座標: 北緯25度18分38.79秒 東経83度0分38.21秒 / 北緯25.3107750度 東経83.0106139度

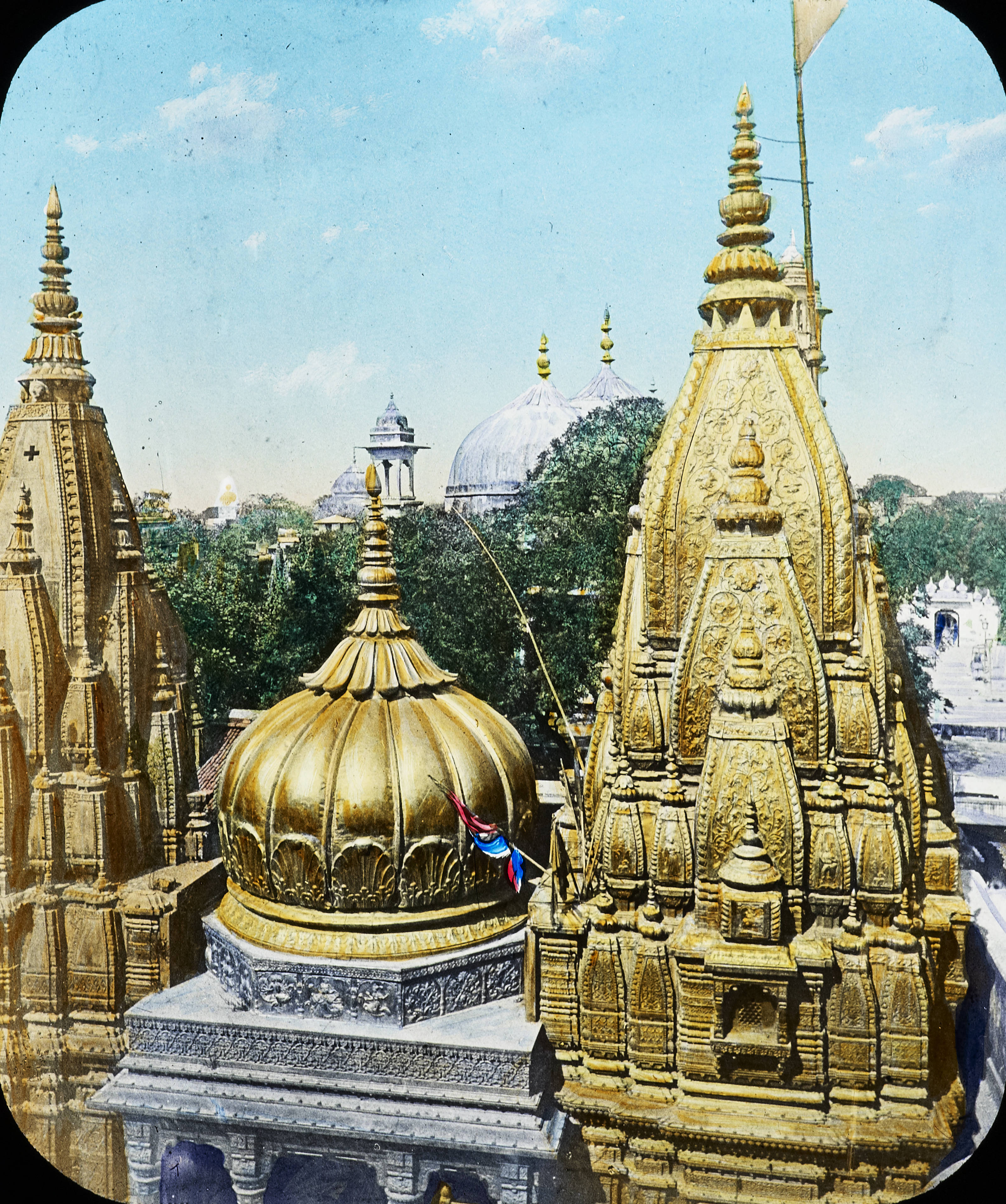
カーシー・ヴィシュヴァナート寺院

カーシー・ヴィシュヴァナート寺院（カーシー・ヴィシュヴァナートじいん、ヒンディー語: काशी विश्वनाथमन्दिर、英語: Kashi Vishwanath Temple）は、インドのウッタル・プラデーシュ州、ヴァーラーナシー県の都市ヴァーラーナシーに存在する寺院。「黄金の寺院」（ゴールデン・テンプル）の異名を持っている。シヴァ神をまつっている。

## 歴史
この寺院の歴史は古く、スカンダ・プラーナにもその存在が言及されている。
1194年、クトゥブッディーン・アイバクによって破壊されたが、イルトゥトゥミシュの時代にグジャラートの商人によって再建された。
その後、ムスリムの君主によって破壊され、また再建されを繰り返し、1585年にトーダル・マルによって再建された。
1669年、ムガル帝国の皇帝アウラングゼーブによって破壊され、その跡地にギャーンヴァーピー・モスクが建設された。
1780年、アヒリヤー・バーイー・ホールカルによって、モスクの横に再建された。
19世紀、シク王国のランジート・シングによって、寺院の2つのドームは黄金に染められた。